# Termitaria
Termitaria — рід грибів родини Kathistaceae. Назва вперше опублікована 1920 року.

## Класифікація
До роду Termitaria відносять 6 видів:
- Termitaria coronata
- Termitaria longiphialidis
- Termitaria macrospora
- Termitaria rhombicarpa
- Termitaria snyderi
- Termitaria thaxteri